# Ctenoplusia perplexa
Ctenoplusia perplexa là một loài bướm đêm trong họ Noctuidae.